# Auchac
Auchac es un sector rural de la comuna de Quellón. Está ubicado a 22 kilómetros de este pueblo y tiene una población aproximada de 1000 habitantes. El gentilicio es auchacano.
| Etimología (de la lengua chona) | Au:lugar Chac:almejas  |
| Comuna                          | Quellón                |
| Provincia                       | Archipiélago de Chiloé |
| Región                          | Región de Los Lagos    |
| País                            | Chile                  |

## Historia
Se han encontrado vestigios de presencia indígena (chonos) en el lugar. A finales del siglo XIX se encontraba prácticamente deshabitado, solo moraban en el lugar un par de familias, el poblado comenzó a desarrollarse en los primeros días de 1900 cuando una familia proveniente de Aldachildo, comuna de Puqueldón, comenzó a colonizar el lugar, especialmente cultivando trigo en el amplio valle del sector. Esto generó que otras familias poblaran rápidamente el lugar por lo que en 1902 se creó la primera escuela. También se construyó un molino y posteriormente en 1918 un oratorio de paja. Los habitantes comenzaron la explotación de los productos del mar dado el carácter costero de este caserío. Desde entonces la población ha ido creciendo de manera sostenida, logrando con el paso de los años; la construcción de su Capilla dedicada a San Francisco de Asís en 1933 "consagrada por el sacerdote Delfín Bahamonde". La creación de industrias pesqueras de proceso de erizos y plantas salmoneras, así como la pavimentación de sus calles, construcción de rampa puerto e instalación de comercio y servicios.

## Paisaje
El paisaje del lugar destaca por la amplia playa con vista a la Isla Tranqui e Isla Chaullín y a la Cordillera de los Andes, resaltando el volcán Corcovado. Al final de la playa se encuentran roquerios y cuevas donde se pueden avistar pájaros como cisnes, gaviotas y pingüinos de Humbolt.
En el último tiempo se han registrado pasos de ballenas por las aguas del sector.